# Kétpó
Kétpó es un pueblo húngaro perteneciente al distrito de Mezőtúr en el condado de Jász-Nagykun-Szolnok, con una población en 2012 de 682 habitantes.
Se conoce su existencia desde el siglo XIII, siendo mencionado por primera vez en el Regestrum Varadinense.
Se ubica unos 10 km al noroeste de la capital distrital Mezőtúr.